# Eudromia elegans

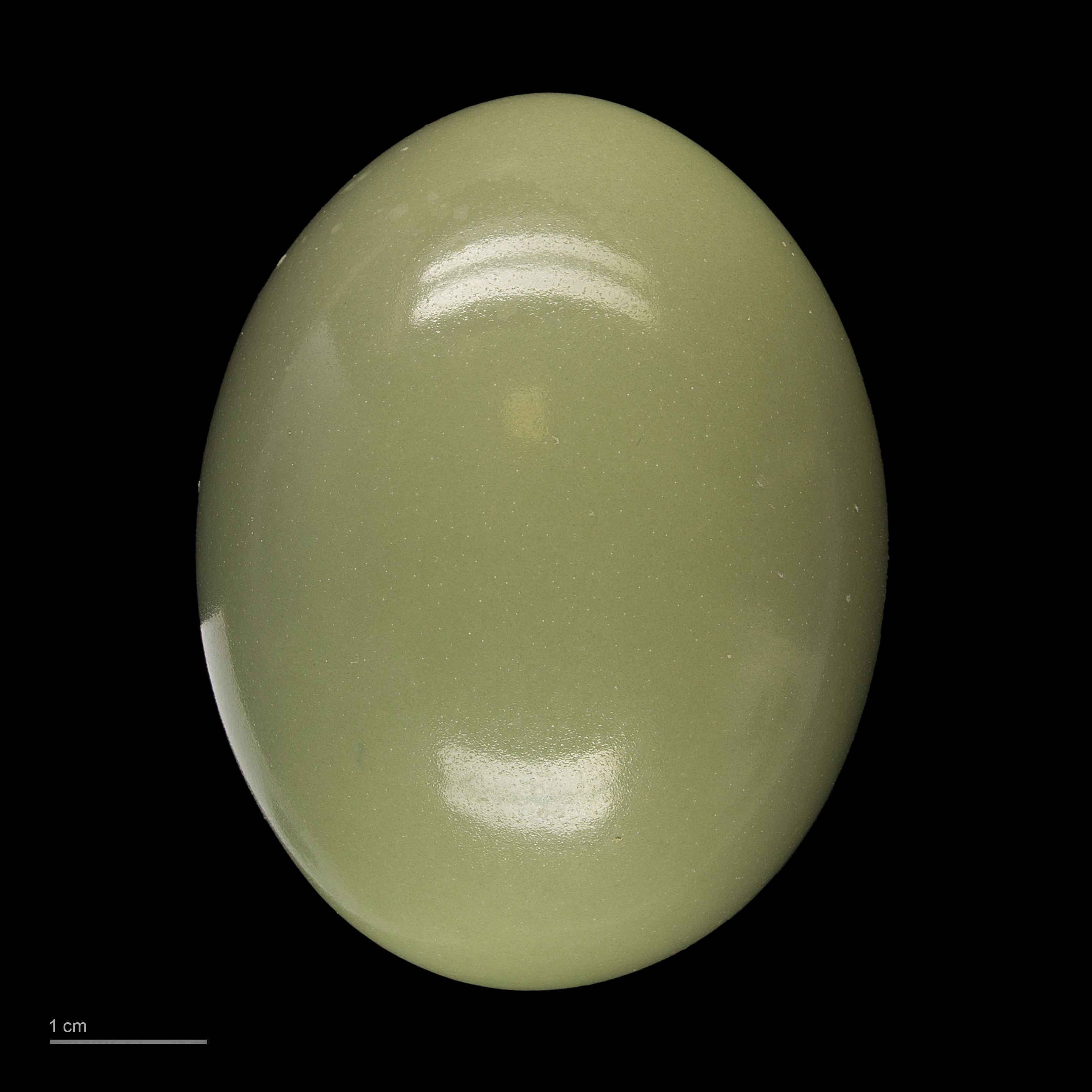
Huevo de Eudromia elegans - MHNT.

La martineta o perdiz copetona (Eudromia elegans), también conocida como martineta común, martineta de cresta, perdiz bataraza, inambú bataraz o yuto bataraz,  es una especie de ave tinamiforme de tamaño mediano, alrededor de 41 centímetros de longitud, de plumaje marrón oscuro amarillento, con alas cortas. Habita en Argentina, Uruguay y  Chile. Su dieta consiste en semillas, hojas, frutos e insectos.

## Costumbres
Durante la época invernal viven en colonias (bandadas) de hasta 300 ejemplares.
Durante el celo se separan en grupos impares de hasta siete ejemplares. Antes del apareamiento, suelen efectuar danzas de cortejo de hasta cuatro horas de duración.Las batallas entre machos por una hembra suelen ser muy violentas. Los nidos se cavan en un hoyo poco profundo al pie de un arbusto o mata. 
Las posturas son de doce huevos, verdosos y muy brillantes. Luego de tres semanas nacen los pichones, con el aspecto de una pequeña bola de algodón gris, y están en condiciones de desplazarse por sí mismos ni bien secos.

## Subespecies
Se conocen 10 subespecies de Eudromia elegans, 9 son endémicas de Argentina, siendo solo la restante (E.e. patagonica) la que, además de habitar casi todo el sur de la patagonia argentina, también penetra levemente en estepas arbustivas limítrofes en el este de la XI Región de Chile, en los alrededores de Chile Chico en la costa sur del lago General Carrera.
Esta es la lista de todas las subespecies:
- Eudromia elegans albida (Wetmore, 1921)
- Eudromia elegans devia Conover, 1950
- Eudromia elegans elegans Geoffroy Saint-Hilaire, 1832
- Eudromia elegans intermedia (Dabbene & Lillo, 1913)
- Eudromia elegans magnistriata Olrog, 1959
- Eudromia elegans multiguttata Conover, 1950
- Eudromia elegans numida Banks, 1977
- Eudromia elegans patagonica Conover, 1950
- Eudromia elegans riojana Olrog, 1959
- Eudromia elegans wetmorei Banks, 1977